# Slag bij Bolimov
De Slag bij Bolimov was een veldslag aan het oostfront in de Eerste Wereldoorlog. De slag vond plaats op 31 januari 1915 en werd uitgevochten tussen het keizerrijk Rusland en het Duitse Keizerrijk en wordt beschouwd als inleiding op de Tweede Slag bij de Mazurische Meren.

## De slag
Het Duitse 9e Leger, geleid door August von Mackensen, viel het Russische 2e Leger, onder generaal Smirnov aan vlak bij het Poolse dorp Bolimów, liggend aan de spoorweg die Łódź en Warschau verbindt.
De Slag bij Bolimov was de eerste Duitse poging om op grote schaal gifgas in te zetten; de duizenden hulzen met gas bleken onsuccesvol toen het xylylbromidetraangas werd teruggeblazen naar de eigen linies. Het gas veroorzaakte weinig tot geen slachtoffers; dit kwam echter door het koude weer dat het gas bevroor en ondoeltreffend maakte.
Door het vallen van het gifgas besloot de Duitse bevelhebber de aanval af te blazen. De Russen reageerden hierop met een tegenaanval van elf divisies, geleid door Vasily Goerko. De Russische aanval werd echter afgeslagen door Duitse artillerie. Dit leverde de Russen 40.000 slachtoffers op.